# زیر ابرها
زیر ابرها (به انگلیسی: Beneath Clouds) یک فیلم سینمایی استرالیایی محصول سال ۲۰۰۲ به کارگردانی و نویسندگی ایوان سن است.

## باکس آفیس
زیر ابرها در گیشه استرالیا ۵۴۸ هزار و ۴۱۶ دلار درآمد کسب کرد.